# D2 (motorväg, Tjeckien)

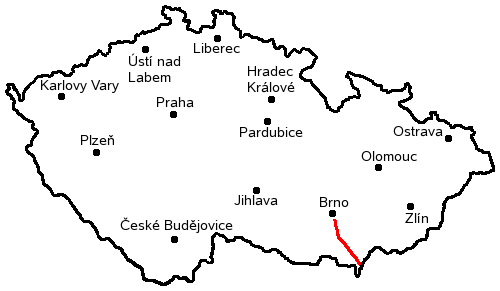
Sträckningskarta över motorväg D2

D2 är en motorväg i Tjeckien som går mellan Brno och gränsen till Slovakien. Motorvägen går via Breclav. Detta är en viktig motorväg för internationell trafik i Europa. Denna motorväg ingår i en längre viktig motorvägsförbindelse från Berlin och Prag till Bratislava, Budapest och Belgrad.